# Královec
Královec (Duits: Königshan) is een Tsjechische gemeente in het district Trutnov in de regio Hradec Králové. Královec telt 195 inwoners (2020).

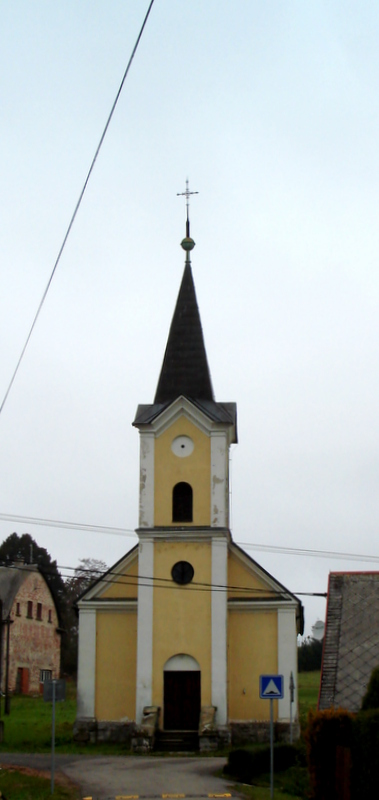
Kerk

De plaats is gelegen in het noordwesten van de regio Hradec Králové, vlak bij de bron van de Elbe in het  Reuzengebergte en de grens met Polen en de regio Liberec.

## Geschiedenis
De eerste schriftelijke vermelding van de stad Královec dateert uit 1292, maar de bossen in het gebied onder de naam Königshein werden al genoemd in 1007.

## Geografie
Královec ligt 14 km ten noord-noordoosten van Trutnov, 53 km ten noord-noordoosten van Hradec Králové en in 128 km ten noordoosten van Praag. Het is een weg- en spoorknooppunt tussen Tsjechië en Polen.
De gemeente grenst aan Polen in het noorden en oosten, Bernartice in het zuiden, en Lampertice en Žacléř in het westen.

## Bezienswaardigheden
- Kerk van Johannes Nepomucenus, gebouwd van 1924 tot 1928 door Edmund Schubert uit Schatzlar op de plaats van een kapel uit 1812.
- Standbeeld van Johannes Nepomucenus.

## Opmerkelijke mensen
Mathias Czwiczek (1601-1654), schilder

## Afbeeldingen

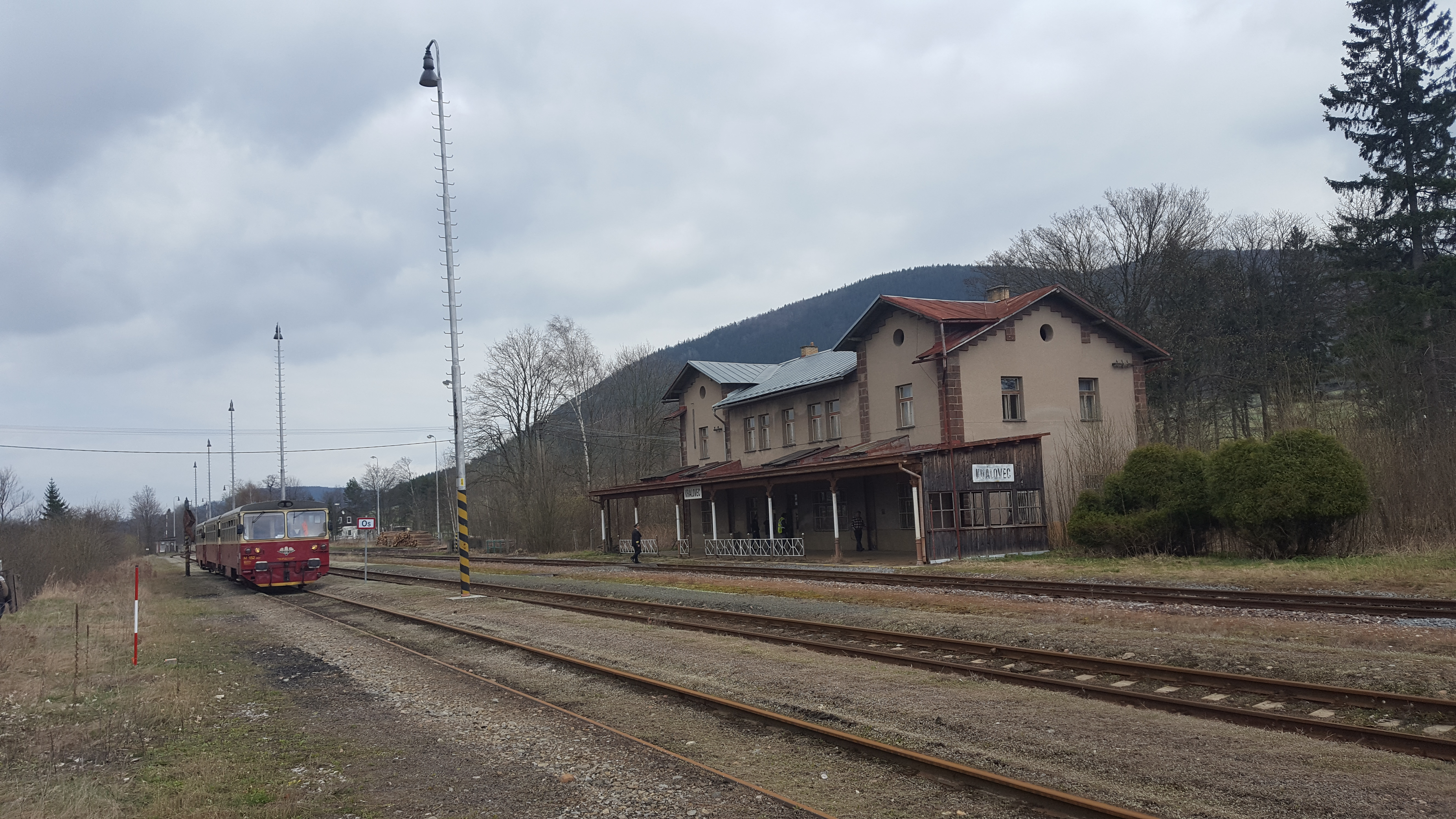
Treinstation
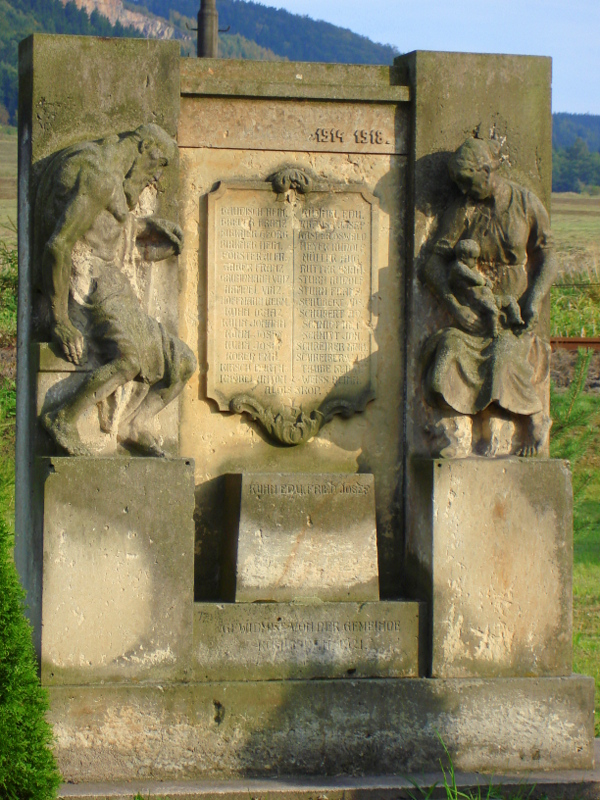
Herdenking doden 1914-1918
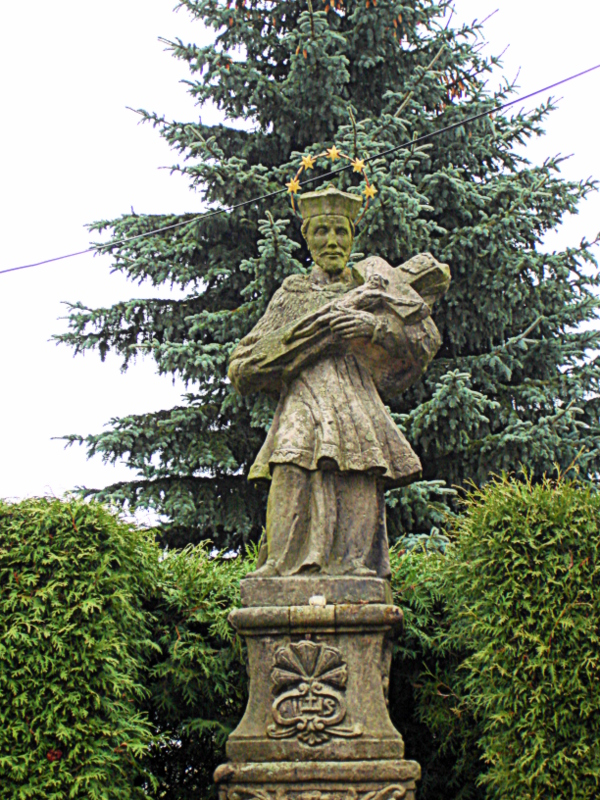
Standbeeld Johannes Nepomucenus

Batňovice ·
Bernartice ·
Bílá Třemešná ·
Bílé Poličany ·
Borovnice ·
Borovnička ·
Čermná ·
Černý Důl ·
Dolní Branná ·
Dolní Brusnice ·
Dolní Dvůr ·
Dolní Kalná ·
Dolní Lánov ·
Dolní Olešnice ·
Doubravice ·
Dubenec ·
Dvůr Králové nad Labem ·
Hajnice ·
Havlovice ·
Horní Brusnice ·
Horní Kalná ·
Horní Maršov ·
Horní Olešnice ·
Hostinné ·
Hřibojedy ·
Chotěvice ·
Choustníkovo Hradiště ·
Chvaleč ·
Janské Lázně ·
Jívka ·
Klášterská Lhota ·
Kocbeře ·
Kohoutov ·
Královec ·
Kuks ·
Kunčice nad Labem ·
Lampertice ·
Lánov ·
Lanžov ·
Libňatov ·
Libotov ·
Litíč ·
Malá Úpa ·
Malé Svatoňovice ·
Maršov u Úpice ·
Mladé Buky ·
Mostek ·
Nemojov ·
Pec pod Sněžkou ·
Pilníkov ·
Prosečné ·
Radvanice ·
Rtyně v Podkrkonoší ·
Rudník ·
Stanovice ·
Staré Buky ·
Strážné ·
Suchovršice ·
Svoboda nad Úpou ·
Špindlerův Mlýn ·
Trotina ·
Trutnov ·
Třebihošť ·
Úpice ·
Velké Svatoňovice ·
Velký Vřešťov ·
Vilantice ·
Vítězná ·
Vlčice ·
Vlčkovice v Podkrkonoší ·
Vrchlabí ·
Zábřezí-Řečice ·
Zdobín ·
Zlatá Olešnice ·
Žacléř